# Zizi (álbum)
Zizi é o oitavo álbum da cantora e compositora brasileira Zizi Possi, lançado em 1986, pela gravadora PolyGram. Destaca-se pela faixa "Perigo", tema da telenovela brasileira Selva de Pedra, que impulsionou sua popularidade. 
Após o sucesso de seus álbuns anteriores, Possi trabalhou com um novo produtor, Mariozinho Rocha, buscando renovar sua abordagem musical.
O álbum foi promovido por meio de shows no Projeto Pixinguinha e um especial de TV na Rede Manchete, com participações de Gilberto Gil e Lulu Santos. Um videoclipe para "Perigo" foi produzido pelo Fantástico da Rede Globo.
As resenhas críticas foram predominantemente desfavoráveis, criticando a irregularidade do repertório e a concepção musical. Apesar disso, o álbum se tornou um dos mais bem-sucedidos de sua carreira.

## Produção e gravação
Após boa recepção dos seus discos anteriores, Possi continuou investindo em um repertório com canções de cunho comercial.
Embora alguns meios de imprensa falassem que sua carreira estava consolidada, a cantora não se sentia dessa forma, e tal inquietação a fez trabalhar com um novo produtor, Mariozinho Rocha, famoso por alguns sucessos de rádio da época. Sobre ele, comentou em entrevista: "Ele me enlouquece, mas neste momento eu estava precisando esbarrar numa energia assim. (...) Mariozinho não só produz mas dirige muito bem e é essa a sensação que o disco passa".

## Lançamento e promoção
Para promovê-lo fez uma série de shows no chamado Projeto Pixinguinha, no qual cantava músicas de Zizi e alguns de seus maiores sucessos. Também foi realizado um especial de TV, exibido no final do ano na Rede Manchete (que incluiu a participação especial dos cantores Gilberto Gil e Lulu Santos).
O álbum inclui uma das canções de maior sucesso de sua carreira, a faixa "Perigo", que no mesmo ano, foi tema das personagens Fernanda e Caio (Christiane Torloni e José Mayer, respectivamente), da novela Selva de Pedra, da Rede Globo.  Um videoclipe para a canção foi produzido pelo programa de TV, Fantástico, da Rede Globo.
O álbum foi relançado no formato Compact disc (CD) em 2002, na série Tudo, da Universal Music, junto com outros treze álbuns de Possi, incluindo as capas e encartes originais.

## Recepção crítica
| Críticas profissionais | Críticas profissionais |
| Avaliações da crítica  | Avaliações da crítica  |
| Fonte                  | Avaliação              |
| ---------------------- | ---------------------- |
| Manchete               | Desfavorável           |
| Diário do Pará         | Desfavorável           |
| O Pioneiro             | Favorável              |

As resenhas da critica especializada foram, em maioria, desfavoráveis. 
Antonio Carlos Miguel, da revista Manchete, chamou o repertório de "irregular", a concepção musical de "capenga", pontuou que apenas quatro músicas se salvam no repertório e escreveu que o resultado final da produção é que "[da mesma forma que nos discos anteriores] a ótima cantora, acaba perdendo novamente, soterrada por arranjos pasteurizados, que mostram mais preocupação em seguir os desgastados padrões radiofônicos do que um estilo próprio".
Edgar Augusto, do Diário do Pará, escreveu que o LP reúne "músicas de êxitos previsíveis mas sem compromissos com a  eternidade". Denominou "Perigo", "Ciúme de Você" e "Luz del Fuego" como "razoáveis" e o resto das canções "fraquíssimas". No todo, o considerou um "desperdício".
Em contrapartida, o crítico do jornal O Pioneiro, chamou-o de "chique" e que "mais uma vez sua voz [surgia de forma] peculiar e [com o] timbre [que é] absolutamente único na MPB".

## Desempenho comercial
Segundo o jornal carioca Tribuna da Imprensa, edição de 19 de janeiro de 1987, tornou-se um dos álbuns mais bem sucedidos de sua carreira.

## Lista de faixas
- Créditos adaptados do LP Zizi, de 1986.[14]

| Lado A |                       |                                          |         |  |
| N.º    | Título                | Compositor(es)                           | Duração |  |
| 1.     | "Perigo"              | Paulinho Lima, Nico Rezende              | 4:47    |  |
| 2.     | "Deixa Estar"         | Lulu Santos, Ronaldo Bastos              | 3:35    |  |
| 3.     | "Mistérios do Prazer" | Juca Filho, Cláudio Nucci, Zé Renato     | 3:10    |  |
| 4.     | "Luz del Fuego"       | Rita Lee                                 | 4:03    |  |
| 5.     | "Começo, Meio e Fim"  | Paulo Sergio Valle, Ney Azambuja, Tavito | 5:03    |  |

| Lado B |                      |                                 |         |  |
| N.º    | Título               | Compositor(es)                  | Duração |  |
| 1.     | "Ciúme de Você"      | Luiz Ayrão                      | 4:16    |  |
| 2.     | "Me Faça Um Favor"   | Luiz Carlos Sá, Guarabyra       | 3:53    |  |
| 3.     | "Numas"              | Liliane, Sergio Natureza, Tunai | 3:05    |  |
| 4.     | "O Grande Sonho"     | Líber Gadelha, Zizi Possi       | 3:33    |  |
| 5.     | "Io che amo solo te" | Sergio Endrigo                  | 3:06    |  |